# 张烈英
张烈英（1952年—），辽宁庄河人，中国人民解放军中将。

## 生平
1998年9月，任中国人民解放军陆军第三十九集团军政治部副主任；2001年升任主任。2005年3月，任陆军第三十九集团军政委。2008年起担任第十一届全国人大代表。2010年7月，任济南军区政治部主任。2012年12月升任济南军区副政委。2018年2月24日，当选为第十三届全国人大代表。
2011年7月，晋升为中将军衔，另外仼全國人大代表、瀋陽軍區某集團軍政委的張氏提出堅決制止對革命傳統、英烈“惡搞”行為。